# Vladimir
Vladimir (rusky Владимир) je hlavní město Vladimirské oblasti ve středním Rusku, na levém břehu řeky Kljazmy, přibližně 190 km severovýchodně od Moskvy. Žije zde 349 951 obyvatel.

## Historie

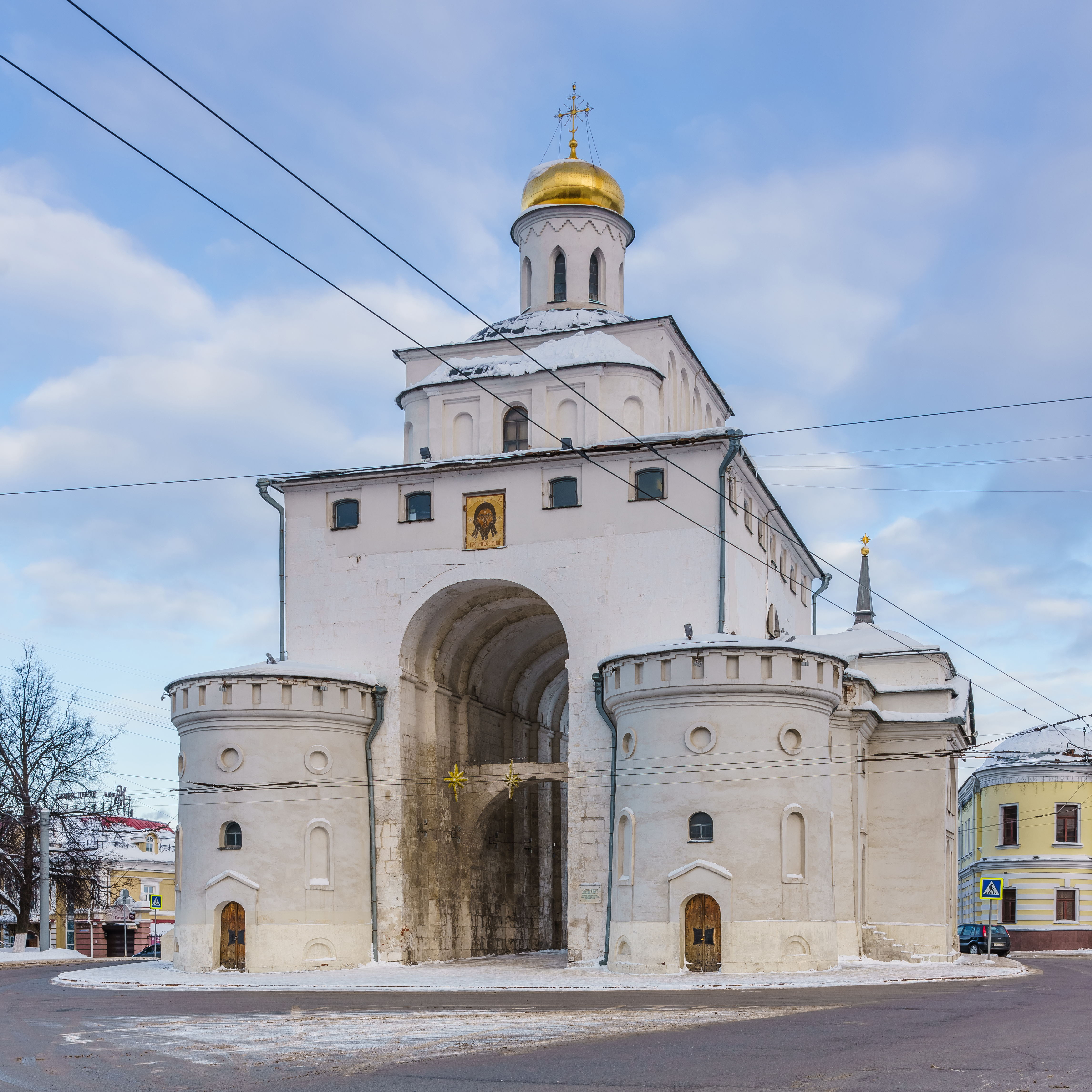
Zlatá brána, Vladimir

Nejstarší stopy osídlení představují tři archeologicky doložené  hrobky z období mladšího paleolitu na předměstí Vladimiru zvaném Sungir. Hypatiova kronika zmiňuje jako rok založení města Vladimíra kyjevským knížetem Vladimirem Svjatoslavičem letopočet 990. Oficiálně Vladimir založil v roce 1108 kníže Černigova, Vladimír Monomach, který také město opevnil. Monomachův vnuk Andrej Bogoljubskij asi o 50 let později přestěhoval knížecí sídlo ze Suzdalu do Vladimiru. Od roku 1157 byl sídelním městem knížete Vladimirsko-suzdalského knížectví, jednoho z nástupnických států Kyjevské Rusi). 
Město zažívalo svůj rozkvět až do dobytí a zpustošení Tatary 7. února 1238. Dobyla je vojska Zlaté hordy pod vedením Batu Chána. Za vlády Alexandra Něvského (1252–1263) si Vladimir udržel politickou nadvládu nad ruskými městy. V letech 1299–1317 byl sídlem metropolity. Význam Vladimíru zásadně poklesl, když v roce 1328 Ivan Kalita zvolil za nové hlavní knížectví město Moskvu. Teprve v 18. století město zažilo nový vzestup, v roce 1719 se stalo hlavním městem provincie. Od třicátých let 19. století se město začalo rozvíjet díky nástupu průmyslu, k němuž výrazně přispělo připojení města k železniční trati z Moskvy do Nižního Novgorodu v roce 1861. Hlavním městem Vladimirské gubernie byl Vladimir od roku 1796 až do roku 1929. V letech 1929 až 1944 patřil do Ivanovské oblasti (do roku 1936 označovaná jako Ivanovská průmyslová oblast). Poté v roce 1944 vznikla Vladimirská oblast.
Zdejší věznice Vladimirovka fungovala již od dob Kateřiny II. Ve stalinské éře sloužila jako vězení pro disidenty.

## Současnost
Vladimir se nachází v převážně zemědělském regionu. Je to také železniční uzel. Jeho hlavními průmyslovými odvětvími jsou tkalcovský průmysl, konzervárenský průmysl, výroba chemických produktů, jemného náčiní a automobilových součástek.

## Památky

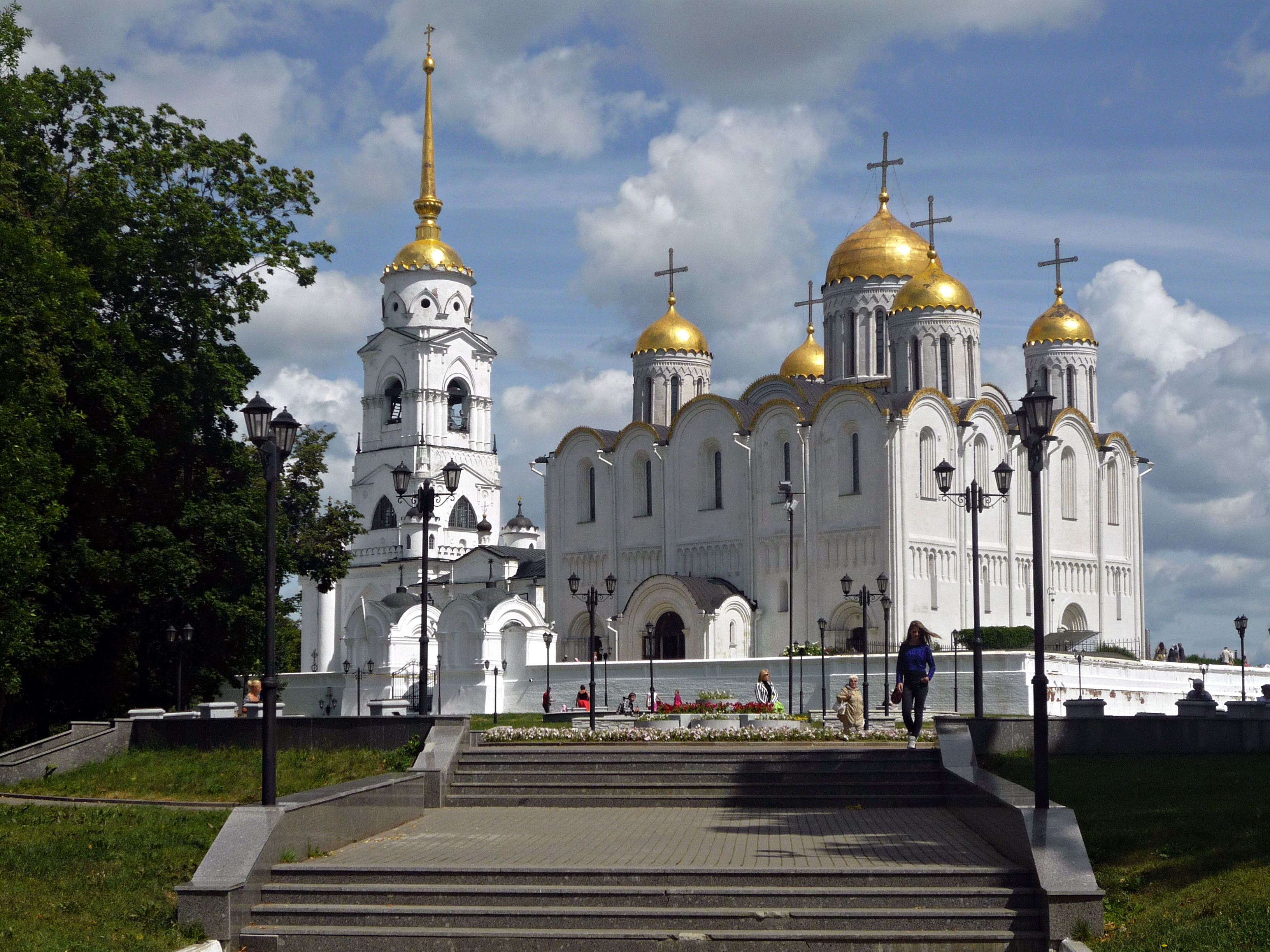
Uspenský chrám

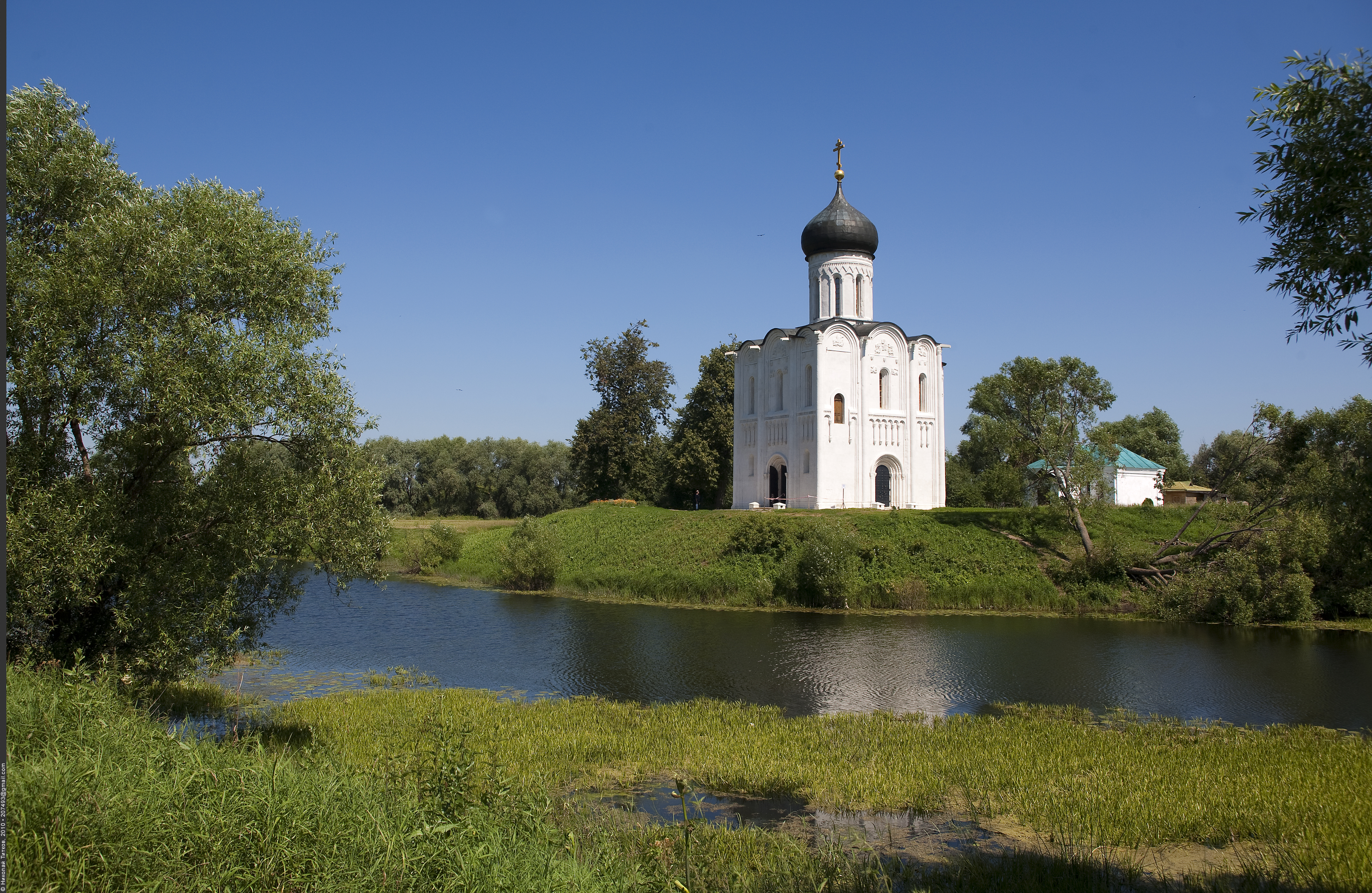
Pokrovský chrám na řece Něrli

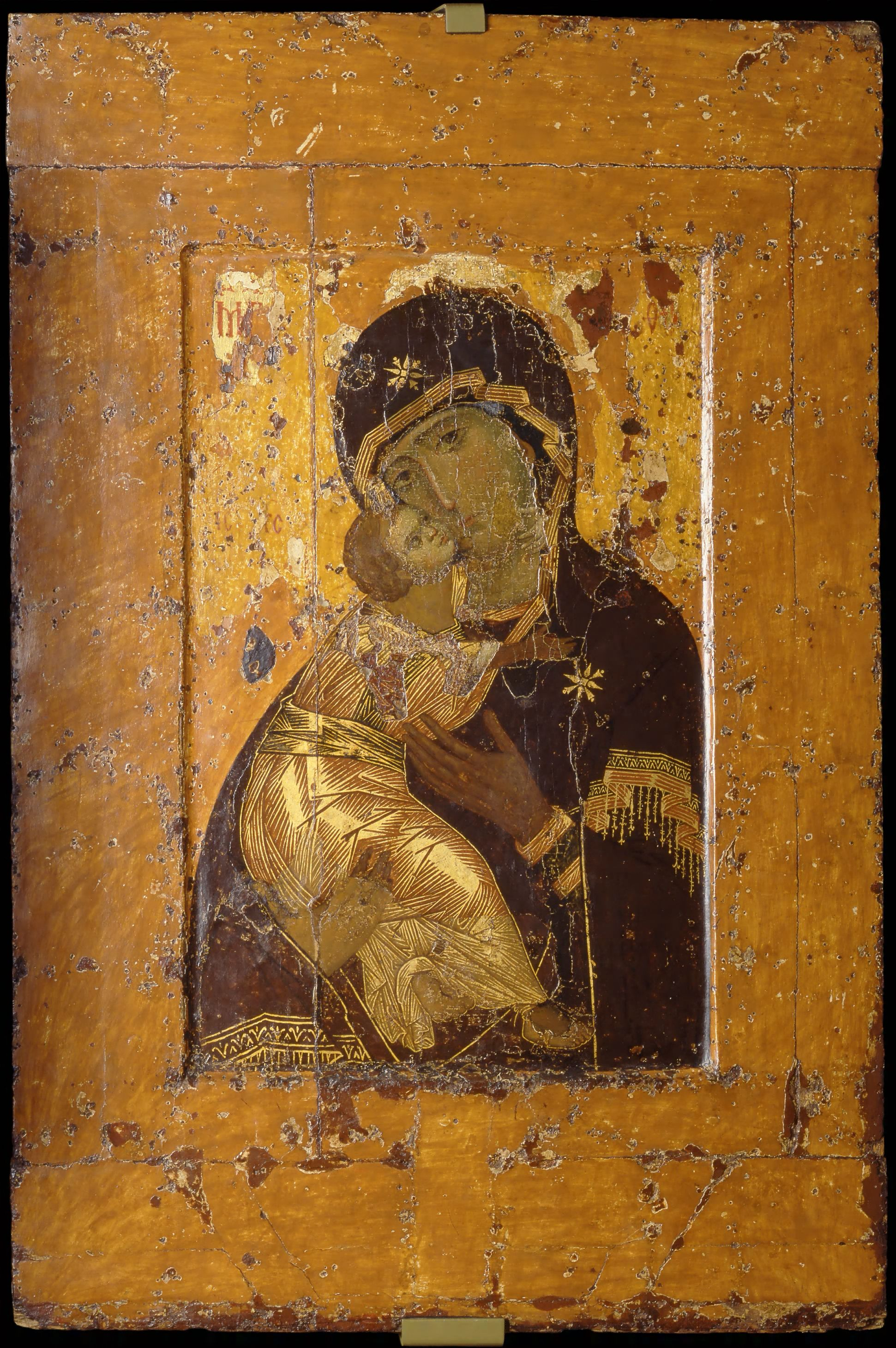
Vladimirská ikona

- chrám Nanebevzetí přesvaté Bohodorice (Uspenskij sobor) (1158–1161), poutní katedrální chrám, v němž byla ve středověku ctěna Vladimirská madona, pravděpodobně nejuctívanější a jedna z nejstarších ruských ikon, nyní nahrazená kopií, (originál je vystaven v Treťjakovské galerii v Moskvě)
- chrám Pokrova na řece Něrli
- Zlatá brána (1164), součást hradeb opevnění proti Mongolůnm
- Chrám sv. Dmitrije
- několik klášterů
- Pomník k 850. výročí založení města

## Významné osobnosti
- Daniil Alexandrovič (1261–1303)
- Michail Lazarev – admirál
- Alexandr Stoletov – fyzik
- Sergej Tanějev – hudební skladatel, klavírista a hudební teoretik
- Antonina Ivanovna Abarinovová – operní pěvkyně
- Platon Zubov – politik a favorit carevny Kateřiny II. Veliké
- Nikolaj Jegorovič Žukovskij – letecký konstruktér
- Alexandr Alexandrovič Mikulin – letecký konstruktér[3]

## Partnerská města
- Angiari, Itálie
- Bloomington-Normal, Illinois, Spojené státy
- Canterbury, Spojené království
- Čchung-čching, Čína
- Larnaka, Kypr
- Erlangen, Německo
- Jena, Německo
- Jelení Hora, Polsko
- Garga, Gruzie
- Kampobasso, Itálie
- Babrujsk, Bělorusko
- Kardžali, Bulharsko
- Kerava, Finsko
- Sarasota, Florida, Spojené státy
- Saintes, Francie
- Betlém, Palestina